# Fyffe
Fyffe is een plaats (town) in de Amerikaanse staat Alabama, en valt bestuurlijk gezien onder DeKalb County.

## Demografie
Bij de volkstelling in 2000 werd het aantal inwoners vastgesteld op 971.
In 2006 is het aantal inwoners door het United States Census Bureau geschat op 1035, een stijging van 64 (6,6%).

## Geografie
Volgens het United States Census Bureau beslaat de plaats een oppervlakte van
11,4 km², geheel bestaande uit land. Fyffe ligt op ongeveer 393 m boven zeeniveau.

## Plaatsen in de nabije omgeving
De onderstaande figuur toont de plaatsen in een straal van 16 km rond Fyffe.